# ابرلور
ابرلور (به انگلیسی: Aberlour) یک روستا در بریتانیا است که در موری واقع شده‌است. ابرلور ۹۷۲ نفر جمعیت دارد.